# Пшисекі
Пшисекі (пол. Przysieki) — село в Польщі, у гміні Сколишин Ясельського повіту Підкарпатського воєводства.
Населення — 1533 особи (2011).

## Демографія
Демографічна структура станом на 31 березня 2011 року:
|          | Загалом | Допрацездатний вік | Працездатний вік | Постпрацездатний вік |
| -------- | ------- | ------------------ | ---------------- | -------------------- |
| Чоловіки | 737     | 130                | 512              | 95                   |
| Жінки    | 796     | 140                | 470              | 186                  |
| Разом    | 1533    | 270                | 982              | 281                  |